# Les Nouvelles Polyphonies Corses
Les Nouvelles Polyphonies Corses je korsická hudební skupina, založená v roce 1991. Své první studiové album nazvané Les Nouvelles Polyphonies Corses a jeho producentem a zároveň aranžérem písní byl Hector Zazou. Vedle něj se na albu podíleli například saxofonista Manu Dibango, trumpetista Jon Hassell nebo klavíristé Rjúiči Sakamoto a John Cale. Druhé album s názvem In Paradisu vyšlo v roce 1996 a tentokrát byl jeho producentem a aranžérem písní John Cale a v jedné písni zpívala americká zpěvačka Patti Smith.

## Diskografie
- Les Nouvelles Polyphonies Corses (1991)
- In Paradisu (1996)